# Stigmella abachausi
Stigmella abachausi (лат.) — вид молей-малюток рода Stigmella (Nepticulinae) из семейства Nepticulidae.
Эндемик Южной Африки: Намибия (Abachaus).  В гениталиях самцов транстиллы с крупным заострённым зубцом, выступающим от задней части латерального выступа, который базально расширяется в треугольную пластинку; вентральный выступ короткий.
В апикальной части передних крыльев развиты две жилки: R4+5 и M.